# Nicolas Lancret

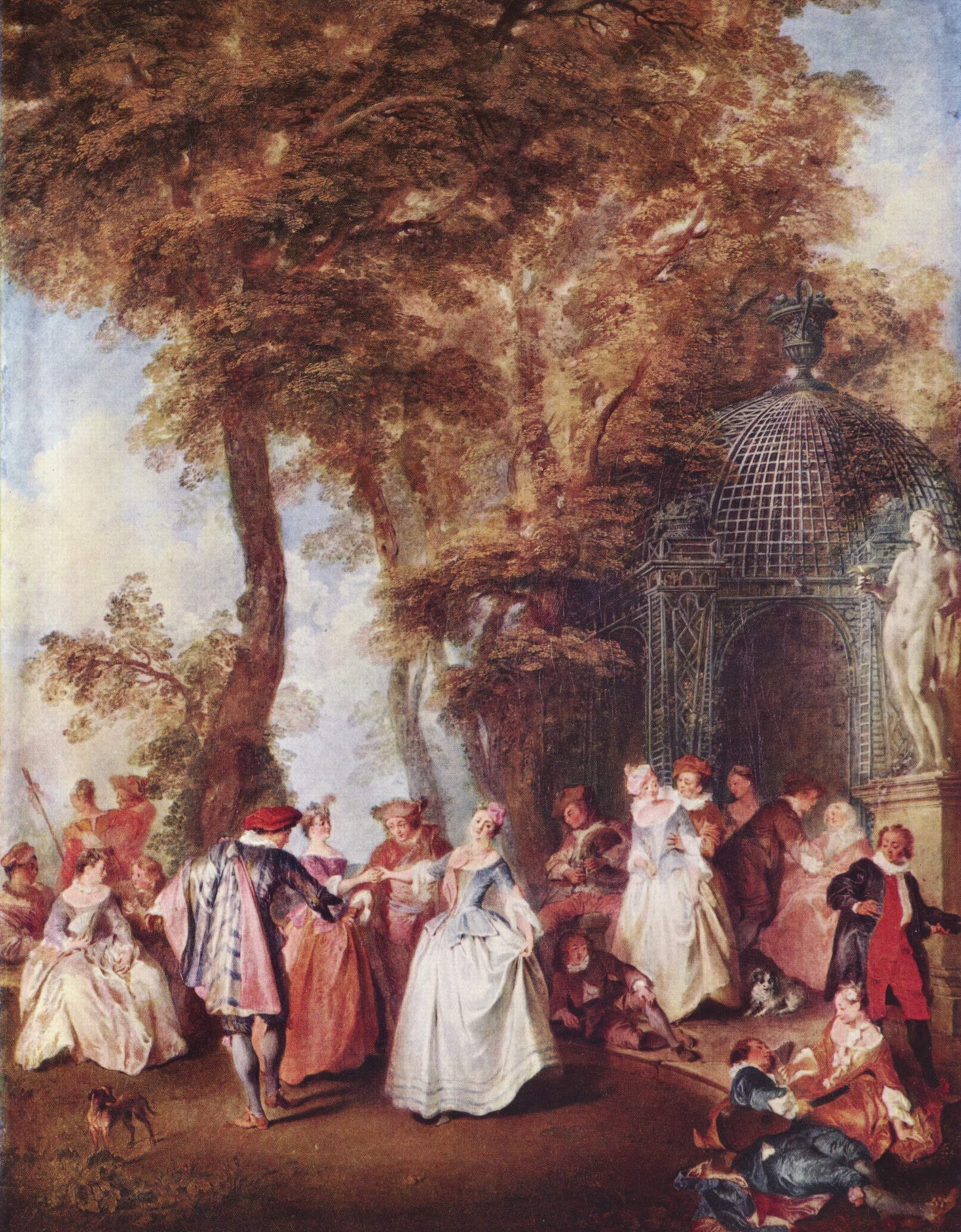
Le moulinet

Nicolas Lancret (1690 - 1743) fou un pintor francès d'estil Rococó, en l'òrbita de Watteau.
Va néixer a París i es va formar com a pintor principalment amb Claude Gillot, mestre del també francès Antoine Watteau. Lancret va admirar i va imitar l'estil de Watteau de tal manera, que ha estat desqualificat com un simple imitador sense originalitat. No obstant això, la seva manera de pintar és una mica diferent: perfils més definits, una pinzellada una mica més llisa, i un colorit més viu.
Va descriure la vida frívola en la cort francesa sota la regència (1715-1723) de Felip II, duc d'Orleans. Les seves pintures es caracteritzen per presentar als personatges vestits de forma elegant, pels paisatges delicats i per l'atmosfera de plàcida alegria. Va pintar gairebé 800 quadres. Alguns d'ells són "Les quatre edats de l'home" (Tate Gallery de Londres), "La lliçó de música" i "Les quatre estacions" (ambdós en el Museu del Louvre de París).
Una mica abans de 1733 va pintar una coneguda sèrie d"Els Quatre elements" per al marquès de Beringhen. L'original corresponent a "La Terra" s'exhibeix en el Museu Thyssen-Bornemisza de Madrid.
Del quartet es va publicar poc després una sèrie gravada, en la qual van participar gravadors com Cochin, Nicolas Tardieu i Benoit Audran. Es creu que els gravats van ser encarregats directament per Lancret a dits artistes per a dedicar-se'ls al marquès.
Entre els seus múltiples retrats d'actors destaquen les quatre pintures que va fer de la ballarina Marie Camargo (1730); la de la Col·lecció Wallace de Londres és la més coneguda.